# Georg Weber (historiker)

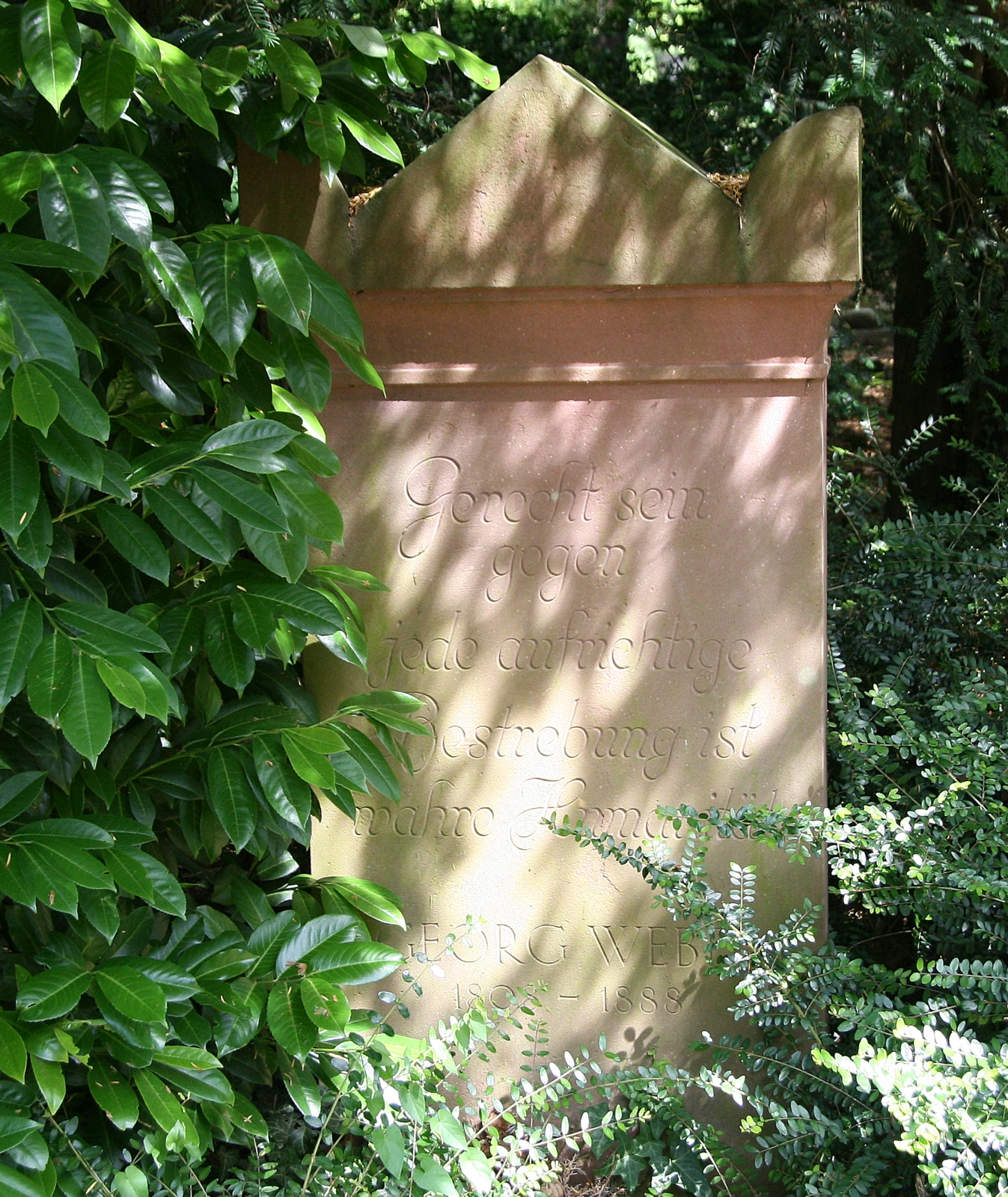
Georg Webers gravplats

Georg Weber, född 19 februari 1808 i Bergzabern, död 10 augusti 1888 i Neuenheim vid Heidelberg, var en tysk historiker. 
Weber blev 1836 föreståndare för en latinskola i sin födelsestad och ledde 1848-1872 högre borgarskolan i Heidelberg. År 1882 blev han teologie hedersdoktor vid Heidelbergs universitet. Sitt vetenskapliga anseende grundlade han med Der Calvinismus im Verhältniss zum Staat (1836) och hans främsta verk Allgemeine Weltgeschichte für die gebildeten Stände (15 band 1857–1881; andra upplagan 1882–1890).

## Andra skrifter
- Geschichte der Kirchenreformation in Grossbritannien (två band, 1845–1853; andra upplagan 1856)
- Lehrbuch der Weltgeschichte (två band, 1847; 21:a upplagan i fyra band 1902 ff.; första upplagan översattes till svenska 1851–1853 av Gustaf Thomée och andra upplagan 1867–1870 av Thomée och Bror Fredrik Olsson)
- Geschichte der deutschen Literatur (1847; 11:e upplagan 1880; "Tyska litteraturen, dess uppkomst, utveckling och historia", översättning av B.F. Olsson, 1870)
- Weltgeschichte in übersichtlicher Darstellung (1851; 21:a upplagan 1903)